# Prasinohaema flavipes
Prasinohaema flavipes är en ödleart som beskrevs av  Parker 1936. Prasinohaema flavipes ingår i släktet Prasinohaema och familjen skinkar. IUCN kategoriserar arten globalt som livskraftig.
Artens utbredningsområde är Papua Nya Guinea. Inga underarter finns listade i Catalogue of Life.